# Aminering
Een aminering is een algemene organische reactie waarbij een aminegroep gevormd of ingevoerd wordt in een bestaande organische verbinding, hoofdzakelijk via een nucleofiele substitutie. Enzymen die dergelijke reacties katalyseren worden aminasen genoemd en behoren tot de klasse van de transferasen.
Er bestaan verschillende reacties en synthesemethoden om een aminegroep in te voeren, waaronder reactie met ammoniak, amines, amidezouten (zoals natriumamide), reductieve aminering (zoals de Eschweiler-Clarke-reactie) of de Mannich-reactie. Een andere methode is de reductie van een nitrogroep via een katalytische hydrogenering met platina(IV)oxide of raneynikkel. De Tsjitsjibabin-reactie betreft de specifieke aminering van een pyridinederivaat via een nucleofiele aromatische substitutie.